# Mariam Fardous
Mariam Hamed Fardous (mais conhecida como Mariam Fardous) (em árabe: مريم حامد خليل فردوس) (nascida em 15 de setembro de 1984; Mecca) é uma médica saudita,  humanitária, mergulhadora e astronauta nascida e criada em Meca. Após se formar médica, Fardous participou de várias missões humanitárias em países da África. Ela se tornou a primeira mulher saudita e a primeira mulher árabe a mergulhar fundo no Oceano Ártico (Círculo Ártico Norte) em 1º de maio de 2015. Em 16 de abril de 2016, Mariam se tornou a primeira mulher árabe e apenas a terceira mulher a mergulhar no Pólo Norte.Ela recebeu o diploma de bacharel em medicina depois de se formar na King Abdul Aziz University, em 2009. Ela também se tornou a primeira mulher da Arábia Saudita a tentar mergulhar em 2015, numa época em que as mulheres no país não tinham permissão para dirigir veículos, proibição esta que perdurou até setembro de 2017. Em abril de 2018, ela também anunciou seus planos de mergulhar no Pólo Sul, por volta do início de 2019. Com tal feito, ela se tornou a terceira mulher a mergulhar no Pólo Norte.

## Carreira

### Carreira médica
Ela recebeu o título de MBBS da KAU University – Jeddah, em 2009, e possui mestrado com honras em epidemiologia pela Faculdade de Saúde Pública e Informática em Saúde da KSAU-HS, título este que obteve em 2017.

### Experiência como Mergulhadora

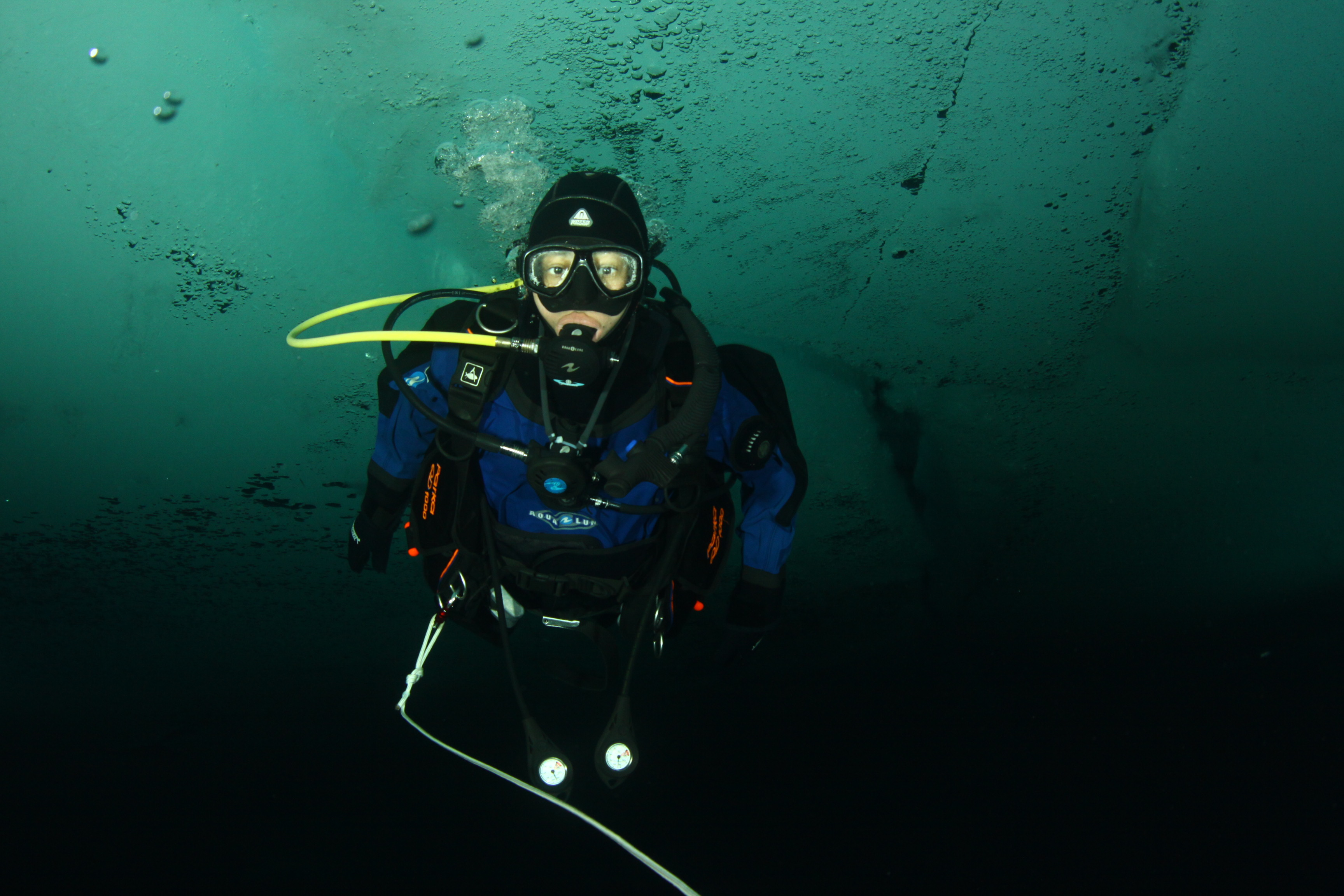
Mariam Fardous durante atividade de mergulho no Oceano Ártico

Mariam trabalhou como médica depois de se formar na Faculdade de Medicina da KAU, em 2009. Ela já havia aprendido a mergulhar no Mar Vermelho no ano anterior, pois foi inspirada pelas histórias sobre mergulho que lhes foram contadas pelo pai quando ela era criança. Ela decidiu ser a primeira mulher árabe a mergulhar fundo no Oceano Ártico e depois chegar ao Pólo Norte. Para tal, realizou sessões de treinamento em condições climáticas semelhantes para realizar sua conquista. Fardous conseguiu isso apesar de seus compromissos como médica. Sua tentativa gerou interesse na comunidade de mulheres sauditas, já que elas eram geralmente proibidas de dirigir ou participar de competições esportivas devido às restrições de direitos impostas às mulheres sauditas pela Xaria. Muitas destas restrições foram relaxadas em 2017.
Em 1º de maio de 2015, ela se tornou a primeira mulher árabe a cruzar o Círculo Ártico Norte e, mais tarde, em 16 de abril de 2016 (aos 33 anos), ela se tornou a primeira mulher árabe e a terceira mulher geral a mergulhar no Pólo Norte.

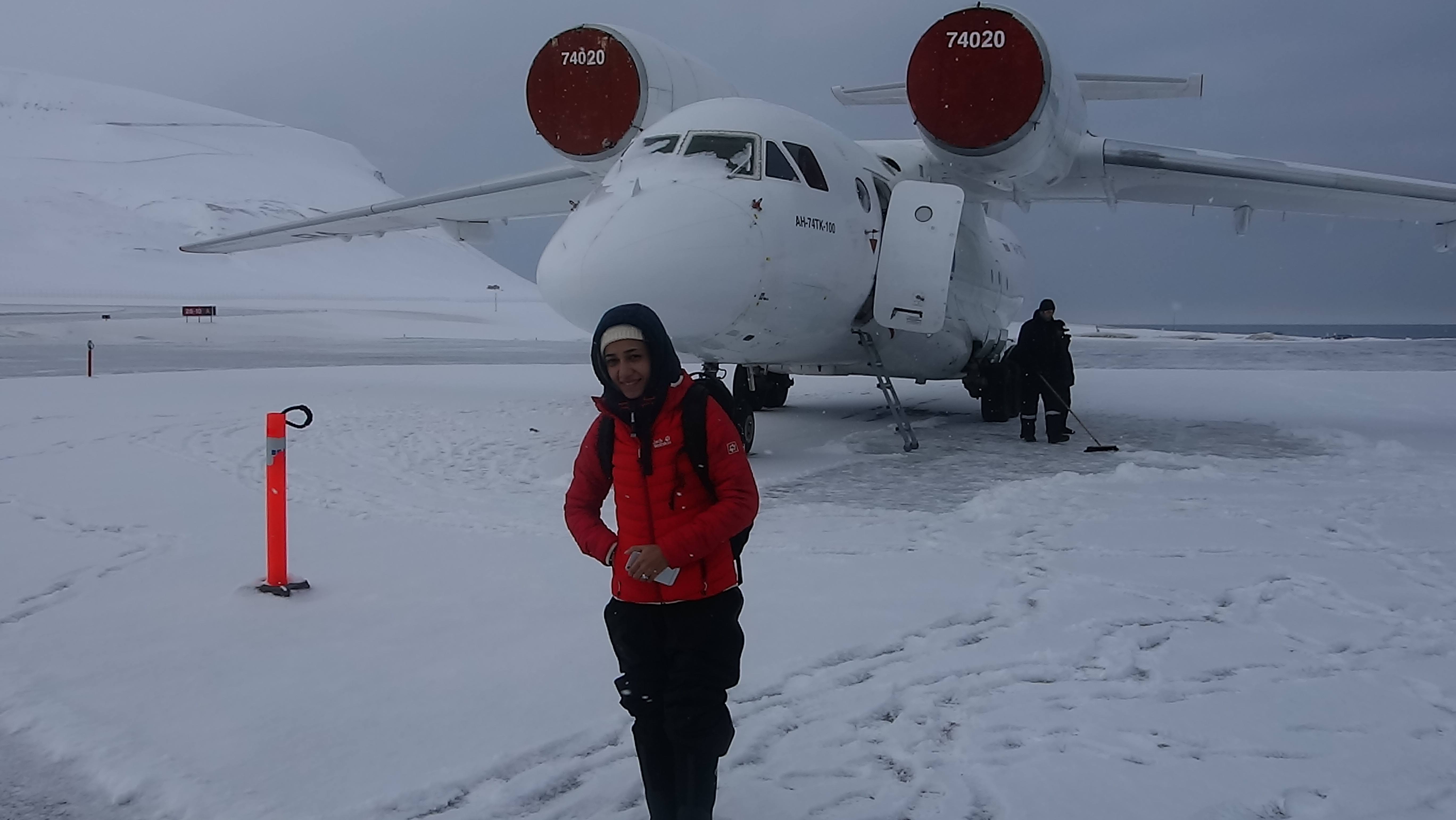
Mariam Fardous diante de um avião Antonov An-74 após pousar no Pólo Norte

### Trabalho Humanitário
Em 7 de novembro de2007, o Ministério da Saúde da Arábia Saudita reconheceu os três anos de trabalho humanitário de Mariam Fardous durante as temporadas do Hajj. Em 15 de setembro de2015, ela foi nomeada embaixadora da organização sem fins lucrativos africana African Impacts.
Ela também visitou países como África do Sul, Líbano e Grécia para fornecer instalações médicas às pessoas necessitadas sob a associação da Federação Internacional das Sociedades da Cruz Vermelha e do Crescente Vermelho.

### Astronauta
Ela foi anunciada como membro do corpo de astronautas sauditas, em fevereiro de 2023. Sua primeira designação é como parte da tripulação reserva da missão Axiom Mission 2.

## Leitura complementar
- [1]

1. ↑  Day, Emma (2018). «This Saudi Ice Driver is Gearing Up to Attempt a New Record.». Vogue Arabia